# Phoxinus strymonicus
Phoxinus strymonicus är en fiskart som beskrevs av Maurice Kottelat 2007. Phoxinus strymonicus ingår i släktet Phoxinus och familjen karpfiskar. IUCN kategoriserar arten globalt som starkt hotad. Inga underarter finns listade i Catalogue of Life.